# Bhusawal
Bhusawal (en marathi: भुसवाल  )  est une ville du Maharashtra en Inde.

## Géographie
Bhusawal est au bord de la rivière Tapti.
Sa population est de 172 366 habitants.